# Bláhovo oranžové

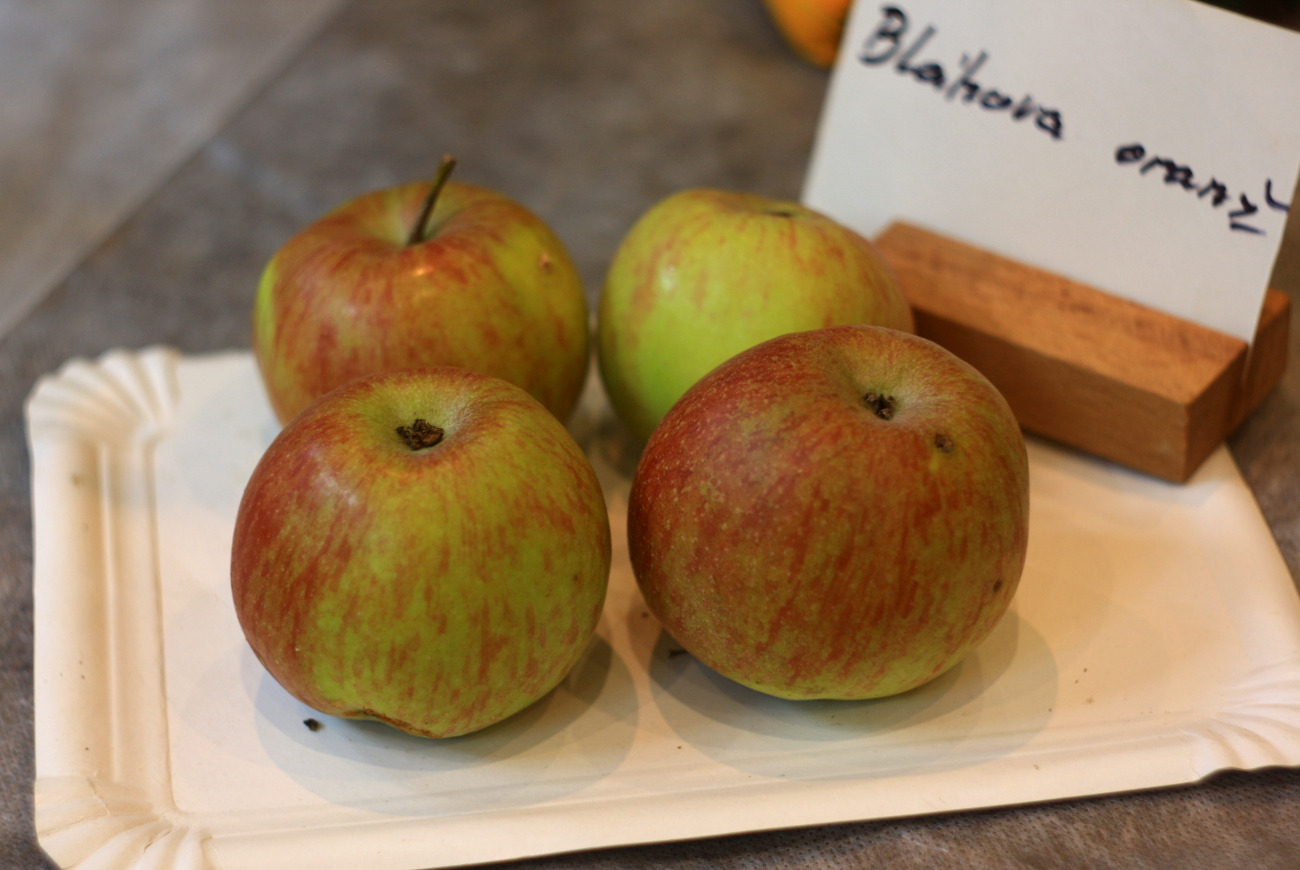
Odrůda jabloně Bláhovo oranžové

Bláhovo oranžové  (neboli 'Bláhova oranžová reneta') je ovocný strom, odrůda jabloně. Plody jsou středně velké, s matnou slupkou, aromatické, vhodné pro konzum i na zpracování. Sklízí se v polovině října, dozrává v prosinci, vydrží do března.
Oceňovaná je velmi dobrá chuť a skladovatelnost. Podle zdrojů je pěstována ve tvarech štíhlé vřeteno, vřetenovitý zákrsek, zákrsek, čtvrtkmen. Odrůda je typická způsobem růstu letorostů a habitem koruny.

## Historie

### Původ
Pochází z ČSSR. Odrůdu vyšlechtil Václav Bláha v Libovici (okres Kladno) křížením odrůd 'Coxova reneta' × 'Wagenerovo'. Povolena v roce 1969. Semenáč prvně plodil již v roce 1954.

## Vlastnosti
Je vhodná pro teplejší polohy. Vyžaduje úrodné hlinité, přiměřeně vlhké půdy. Na suchých stanovištích trpí padlím na vlhkých nevyzrává a namrzá. Podle některých zdrojů jsou vhodnější vlhčí polohy.

### Růst
Středně bujný, koruna je pyramidální a hůře (nestejnoměrně) obrůstá. Vyžaduje řez v prvních letech po výsadbě pro správné založení koruny. Kosterní větve svírají s prodlužujícím kmenem ostré úhly, rostou spíše vzpřímeně, proto je zpočátku nutné je tvarovat řezem do vodorovnější polohy. V plné plodnosti se větve rozkládají do tupějších úhlů.

### Plodnost
Středně raná, zpočátku je plodnost hojná, dosti pravidelná. Plody vytvářejí shluky.

## Plody
Středně velké, kulovité až vysoce kulovité, souměrné, hladké, bez žeber. Slupka je hladká, suchá, matná, místy narezivělá. Základní barva je zelenožlutá, později žlutá, s červeným líčkem a žíháním. Červená barva kryje až 3/4 plodu. Lenticely jsou malé, málo výrazné. Dužnina je nažloutlá, jemná, křehká, navinule sladká, mírně aromatická, velmi dobrá. Po rozkrojení slabě hnědne.

## Květy
Odrůda je cizosprašná, vhodní opylovači: Golden Delicious, Starking Delicious, Kidďs Orange. Odrůda je dobrým opylovačem, kvete později.

## Choroby a škůdci
Odrůda je obvykle napadána těmito škůdci a chorobami:
- padlí jabloňové
- strupovitost jabloně - velmi citlivá[2]

Proti mrazu ve dřevě je méně odolná, strupovitostí a podle některých zdrojů padlím trpí středně , v odborné literatuře je ale uváděno že padlím trpí silně.

## Podnož
Pro svůj pyramidální růst se nehodí na ovocné stěny, kordóny a palmeta. Odrůda je uváděna jako vhodná pro zákrsky na podnoži M 9 a M 4. Pro čtvrtkmeny jsou vhodné odrůdy A 2, M 1, M 11 a semenáč.

## Použití
K přímému konzumu i k uskladnění, na zpracování. Plody se sklízí v polovině října, zraje v prosinci, vydrží až do ledna nebo března.